# Auguste Frison

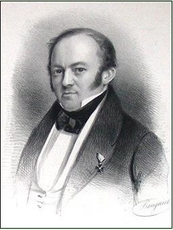
Auguste Frison

Auguste Joseph Frison (Brussel, 3 september 1795 - Jumet, 5 januari 1870) was een Belgisch volksvertegenwoordiger en burgemeester van Jumet.

## Biografie
Auguste Frison was een zoon van André Frison en Anne-Marie Chapel. Hij was een kleinzoon van Jacques Joseph Chapel, een broer van Jules Frison, advocaat, industrieel, lid van het Nationaal Congres en burgemeester van Lodelinsart, en een schoonbroer van Gustave Nalinne, advocaat, lid van het Nationaal Congres, burgemeester van Charleroi en provincieraadslid van Henegouwen. Hij trouwde in 1822 in Charleroi met Adèle Binard, dochter van brouwer en groothandelaar Louis-Joseph Binard. Ze kregen drie zoons en drie dochters.
In 1830 speelde hij, net als zijn broer, een actieve rol in de Belgische Revolutie. Hij was vanaf dat jaar burgemeester van Jumet en vervulde dit ambt tot in 1857. Hij verwierf er een reputatie van filantroop.
In 1833 werd hij verkozen tot volksvertegenwoordiger voor het arrondissement Charleroi en bleef dit tot in 1842.
Samen met zijn broer Jules was hij beroepshalve actief in de industrie. Hij was bestuurder van de firma Jules Frison et Compagnie (ook genoemd Verreries de Dampremy) en van de Charbonnages des Hamandes.
Frison was, zoals zijn vader, vrijmetselaar.